# پارونیکودون

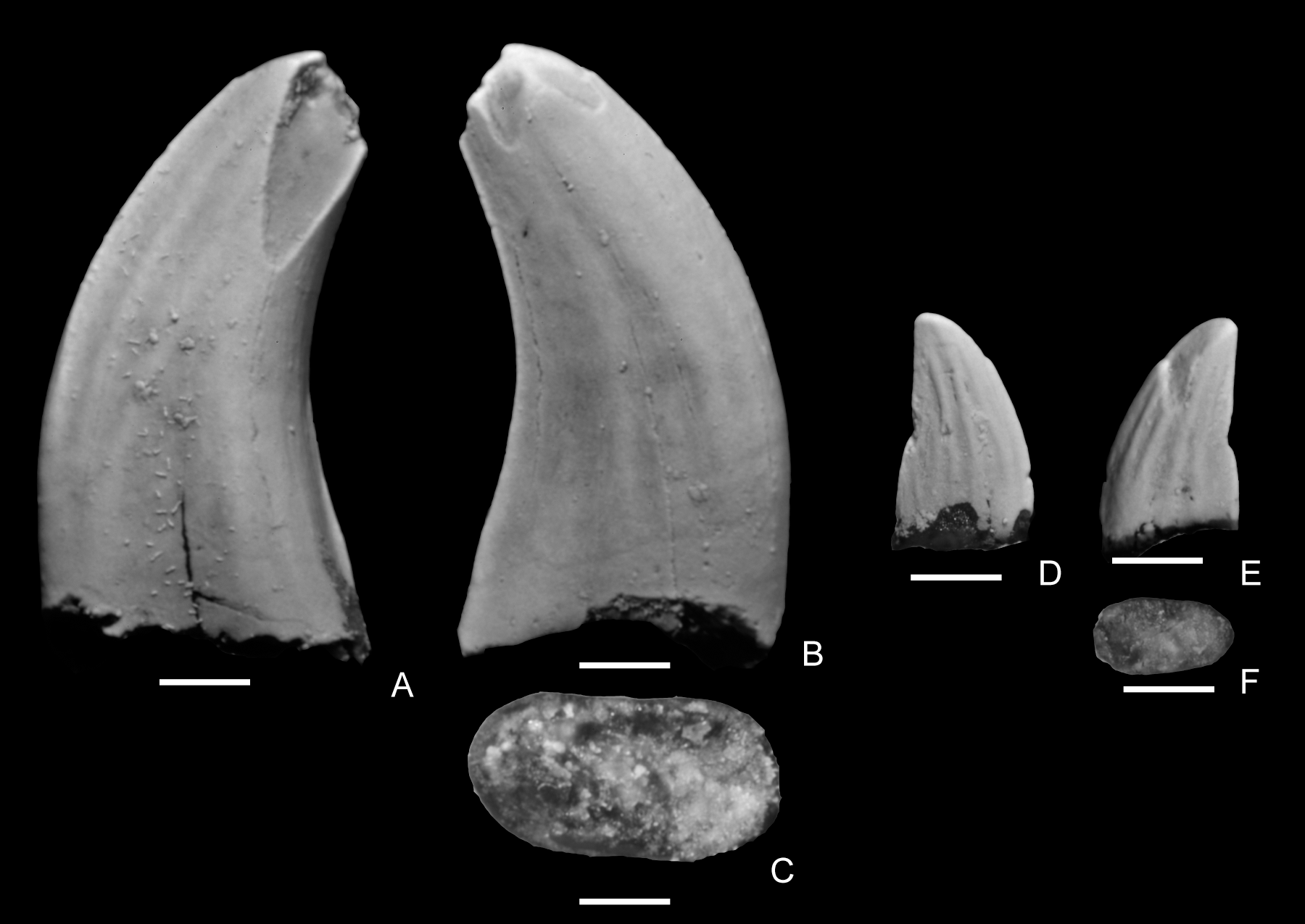
A-C، دندان "Paronychodon" که نمای لینگوال (A)، لبی (B) و پایه (C) را نشان می دهد. D-F، دندان "Paronychodon" ، که نماهای لینگوال (D)، لبی (E) و بازال (F) را نشان می دهد.

پارونیکودون (نام علمی: Paronychodon) نام یک سرده از راسته خزنده‌کفلان است.